# Thomas Erle
Thomas Erle (1650-23 juillet 1720) est un général de l'armée anglaise et un homme politique whig qui siège à la Chambre des communes d'Angleterre et de Grande-Bretagne de 1678 à 1718. Il est gouverneur de Portsmouth et lieutenant-général de l'Ordnance.

## Biographie
Il est né en 1650, le deuxième fils de Thomas Erle et son épouse Susanna Fiennes, fille de William Fiennes (1er vicomte Saye et Sele) de Charborough. Il s'inscrit au Trinity College d'Oxford le 12 juillet 1667, à l'âge de 17 ans et est admis au Middle Temple en 1669. En 1675, il épouse Elizabeth Wyndham (décédée en 1710), fille de William Wyndham (1er baronnet) d'Orchard Wyndham, Somerset.
Il succède à son frère aîné avant 1665 et à son grand-père à Charborough en 1665.

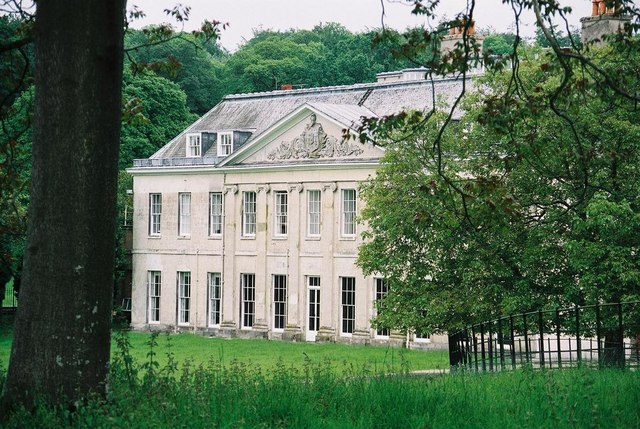
Charborough House

En février 1679, il est élu sans opposition en tant que député de Wareham (un Bourg pourri contrôlé par sa famille) dans le premier Parlement d'exclusion. Il vote pour l'exclusion. Lors de la deuxième élection générale de 1679, il est de nouveau élu sans opposition, mais ne laisse aucune trace au deuxième Parlement d'exclusion. Il est réélu sans opposition aux Élections générales anglaises de 1681 mais il est de nouveau inactif. Aux Élections générales anglaises de 1685, il est réélu sans opposition et est nommé à des comités au Parlement, mais est rappelé en réponse à l'invasion de Monmouth. Le 27 mai 1685, il est nommé sous-lieutenant du Dorset. Il prend le commandement de la milice du Dorset oriental en tant que major et combat comme volontaire à la bataille de Sedgemoor avec son ami Thomas Chafin. Par la suite, il est présenté au roi par Lord Churchill mais reçoit un accueil froid de la part de Jacques II.
En 1686, il accueille un groupe de conspirateurs qui se réunissent à Charborough House pour planifier le renversement de "la race tyran de Stuarts ". Cette rencontre mène à l'Invitation à Guillaume, signée par les sept Immortels, et ayant pour résultat la Glorieuse Révolution.
Il est réélu à nouveau comme député de Warham aux Élections générales anglaises de 1689. Il est promu colonel d'un régiment de fantassins et, le 8 mars 1689, est envoyé en Irlande pour combattre les armées française et irlandaise combinées du roi déchu Jacques II. Pendant le reste de sa carrière politique, il semble avoir été un Whig constant.
Aux Élections générales anglaises de 1690, il est réélu comme député de Wareham après un scrutin. En juillet 1690, il participe à la bataille de la Boyne et au siège de Limerick. Il participe également à la Bataille d'Aughrim en juillet 1691. Il est rarement au Parlement et ses contributions portent généralement sur des questions militaires. En 1692, il est muté en Flandre et, le 3 août 1692, il est colonel de l'ancien régiment de Luttrell à la Bataille de Steinkerque. Le régiment qu'il lève en 1689 devient le 2e bataillon de l'ancien Luttrell's Regiment, devenu plus tard les Green Howards. Au Parlement, il se prononce contre une motion visant à n'employer que des officiers anglais dans l'armée et s'implique dans des projets de loi sur les mutineries. En 1693, il est promu Général de brigade et blessé lors de la bataille de Landen le 22 mars 1693.
Il rentre chez lui et adopte le projet de loi sur la mutinerie le 27 février 1694. Il est nommé gouverneur de Portsmouth en juillet 1694 et occupe ce poste jusqu'en 1712. Il est réélu sans opposition pour Warham aux Élections générales anglaises de 1695. Il est à nouveau impliqué dans la gestion du projet de loi sur la mutinerie, il signe l'Association et vote avec la Cour en mars 1696 pour fixer le prix des guinées à 22 shillings. En 1696, il devient major-général. Il vote pour l'inculpation de John Fenwick le 25 novembre 1696 et se prononce contre une réduction de l'armée le 8 janvier 1698. Aux Élections générales anglaises de 1698, en vertu d'un accord de partage avec un conservateur, George Pitt, il fait élire son neveu à Warham et lui-même est réélu sans opposition en tant que député de Portsmouth sous le patronage du gouvernement. Il est partisan de la Cour et prend la parole et vote contre la troisième lecture du projet de loi de dissolution le 18 janvier 1699.
En 1699, il perd l'un de ses régiments et retourne en Irlande en tant que commandant en second de Lord Galway. Il est nommé conseiller privé irlandais. Il est de nouveau réélu comme député de Portsmouth lors des deux élections de 1701. Cependant, lors de la deuxième élection de cette année, il est également -- réélu en tant que député de Wareham et choisit d'y siéger. Il dépose le projet de loi sur la mutinerie le 5 février 1702 et s'oppose à un amendement le 16 février. Il est autorisé à se rendre en Irlande le 4 mars 1702, après avoir été nommé commandant en chef des forces terrestres en Irlande sous le comte de Rochester. Il est nommé Lord Justice of Ireland, puis promu lieutenant-général. Il se présente à nouveau à Warham et Portsmouth aux Élections générales anglaises de 1702 et choisit de siéger à nouveau à Wareham.
En 1703, Erle devient député de Cork City au Parlement d'Irlande et occupe ce siège jusqu'en 1713. Il reçoit le commandement d'un régiment de dragons nouvellement levé en juin 1704 et ne vote pas pour le Tack le 28 novembre 1704. En 1705, il est nommé lieutenant-général de l'Ordnance, poste qu'il occupe jusqu'en 1712. Il est également réélu en tant que député de Wareham aux Élections générales anglaises de 1705. Le 25 octobre 1705, il appuie le choix du Président par la Cour et est nommé au comité de rédaction du projet de loi sur la mutinerie le 23 janvier 1706. Il vote avec le gouvernement sur le projet de loi sur la régence le 18 février 1706. Il gère le projet de loi sur la mutinerie à la Chambre et préside le comité plénier le 6 mars 1706.
En janvier 1707, il participe à une expédition en Espagne, combattant dans la Bataille d'Almansa le 23 avril 1707 - certains rapports indiquent qu'il perd sa main droite et y reste jusqu'en septembre. Lors du débat sur l'insuffisance des troupes anglaises à Almansa, il défend Lord Galway, le commandant, aux Communes le 24 février 1708. Aux Élections générales britanniques de 1708, il est réélu pour Wareham et Portsmouth et siège comme député whig pour Wareham. On lui dit alors qu'il doit être le commandant en chef d'une attaque sur la côte française. Il est ennuyé par cette affectation, d'autant plus que son salaire a été suspendu à son retour d'Espagne. Il reçoit des arriérés de salaire et 1 500 £ supplémentaires en contrepartie de ses services. L'expédition tarde à démarrer et le plan de débarquer à St Valery pour capturer Abbeville est abandonné. La force arrive finalement à Ostende et établit un avant-poste à Leffingham, qui tombe aux mains des Français sans combat le 16 octobre 1708. Malgré l'échec, lorsqu'il rentre chez lui en décembre 1708, il est nommé commandant en chef des forces terrestres en Angleterre. Il vote pour la naturalisation des Palatins en 1709 et pour la destitution du Dr Sacheverell en 1710.
Il est réélu à Wareham à nouveau en 1710 et 1713. En 1714, après la mort de la reine Anne, il est nommé lieutenant-général de l'Ordnance pour la deuxième fois. La même année, il est également nommé gouverneur de Portsmouth, en remplacement de William North (6e baron North), dont la loyauté envers le nouveau roi est mise en doute. Il est réélu comme député de Wareham aux Élections générales britanniques de 1715. De 1715 à 1718, il est le père de la maison. Il est contraint de démissionner de tous ses postes et de son siège au Parlement en mars 1718 et reçoit en retour une pension de 1 200 £ par an.
Il meurt le 23 juillet 1720 et est enterré à Charborough. Il laisse une fille Frances, qui épouse Edward Ernle et est décédée le 14 mai 1728. Charborough House passe ainsi à la famille Ernle.